# Salomon Morel
Salomon (ponekad i Solomon ili Šlomo) Morel (Garbów, Powiat Lubelski, 15. studenog 1919. – Tel Aviv, 14. veljače 2007.) bio je od veljače do studenog 1945. zapovjednik poljskog koncentracijskog logora Zgoda Świętochłowicama u gornjoj Šleskoj (tada po poljskoj upravi, danas dio Poljske) i član tajne policije Urząd Bezpieczeństwa.
Bio je odgovoran za ubojstvo više od 1.500 zarobljenih civila koji su ostali u vrijeme protjerivanja njemačkog stanovništva iz svojih prebivališta, ali i za ubojstva Poljskih civila.
Kad je počela sudska istraga, Morel je pobjegao 1992. u Izrael. Od strane poljskog pravosuđa je bio tražen zbog ratnog zločina i zločina protiv čovječnosti.
Poljska je tražila njegovo izručenje 1998. i 2005. koje međutim odbijeno je od strane Izraela na temelju zastare zločina i lošeg zdravstvenog stanja. Od 1996. protiv njega je u Poljskoj vođen kazneni postupak.
Novinar John Sack opisuje slučaj u knjizi Oko za oko.

## Vanjske poveznice
- Odgovor države Izrael na zahtjev za izručenje Solomona Morela  Arhivirana inačica izvorne stranice od 29. studenoga 2010. (Wayback Machine), Institut nacionalnog sjećanja (Poljska)
- Izvještaj BBCa (engl.)
- Arhiv Berliner Zeitung